# La Marseillaise de la Commune
La Marseillaise de la Commune est une chanson de Mme Jules Faure écrite en 1871 pendant la Commune de Paris, sur la musique de La Marseillaise de Rouget de l'Isle.

## Paroles
Français, ne soyons plus esclaves !,

Sous le drapeau, rallions-nous.

Sous nos pas, brisons les entraves,

Quatre-vingt-neuf, réveillez-vous. (bis)

Frappons du dernier anathème

Ceux qui, par un stupide orgueil,

Ont ouvert le sombre cercueil

De nos frères morts sans emblème.
Refrain: 
Chantons la liberté,

Défendons la cité,

Marchons, marchons, sans souverain,

Le peuple aura du pain.

Depuis vingt ans que tu sommeilles,

Peuple français, réveille-toi,

L’heure qui sonne à tes oreilles,

C’est l’heure du salut pour toi.(bis)

Peuple, debout ! que la victoire

Guide au combat tes fiers guerriers,

Rends à la France ses lauriers,

Son rang et son antique gloire.
  
(refrain)
Les voyez-vous ces mille braves

Marcher à l’immortalité,

Le maître a vendu ses esclaves,

Et nous chantons la liberté. (bis)

Non, plus de rois, plus de couronnes,

Assez de sang, assez de deuil,

Que l’oubli dans son froid linceul

Enveloppe sceptres et trônes.
  
(refrain)
Plus de sanglots dans les chaumières

Quand le conscrit part du foyer;

Laissez, laissez, les pauvres mères

Près de leurs fils s’agenouiller. (bis)

Progrès ! que ta vive lumière

Descende sur tous nos enfants,

Que l’homme soit libre en ses champs,

Que l’impôt ne soit plus barrière.

(refrain)
N’exaltez plus vos lois nouvelles,

Le peuple est sourd à vos accents,

Assez de phrases solennelles,

Assez de mots vides de sens. (bis)

Français, la plus belle victoire,

C’est la conquête de tes droits,

Ce sont là tes plus beaux exploits

Que puisse enregistrer l’histoire.
 
(refrain)
Peuple, que l’honneur soit ton guide,

Que la justice soit tes lois,

Que l’ouvrier ne soit plus avide

Du manteau qui couvrait nos rois. (bis)

Que du sien de la nuit profonde

Où l’enchaînait la royauté,

Le flambeau de la Liberté

S’élève et brille sur le monde !
  
(refrain)

## Interprète
- Armand Mestral dans l'album La Commune en chantant, Collectif. Disque vinyle double LP 33 Tours, 1971 - AZ STEC LP 89 – Réédition CD 1988 – Disc AZ